# 마이크로콘솔

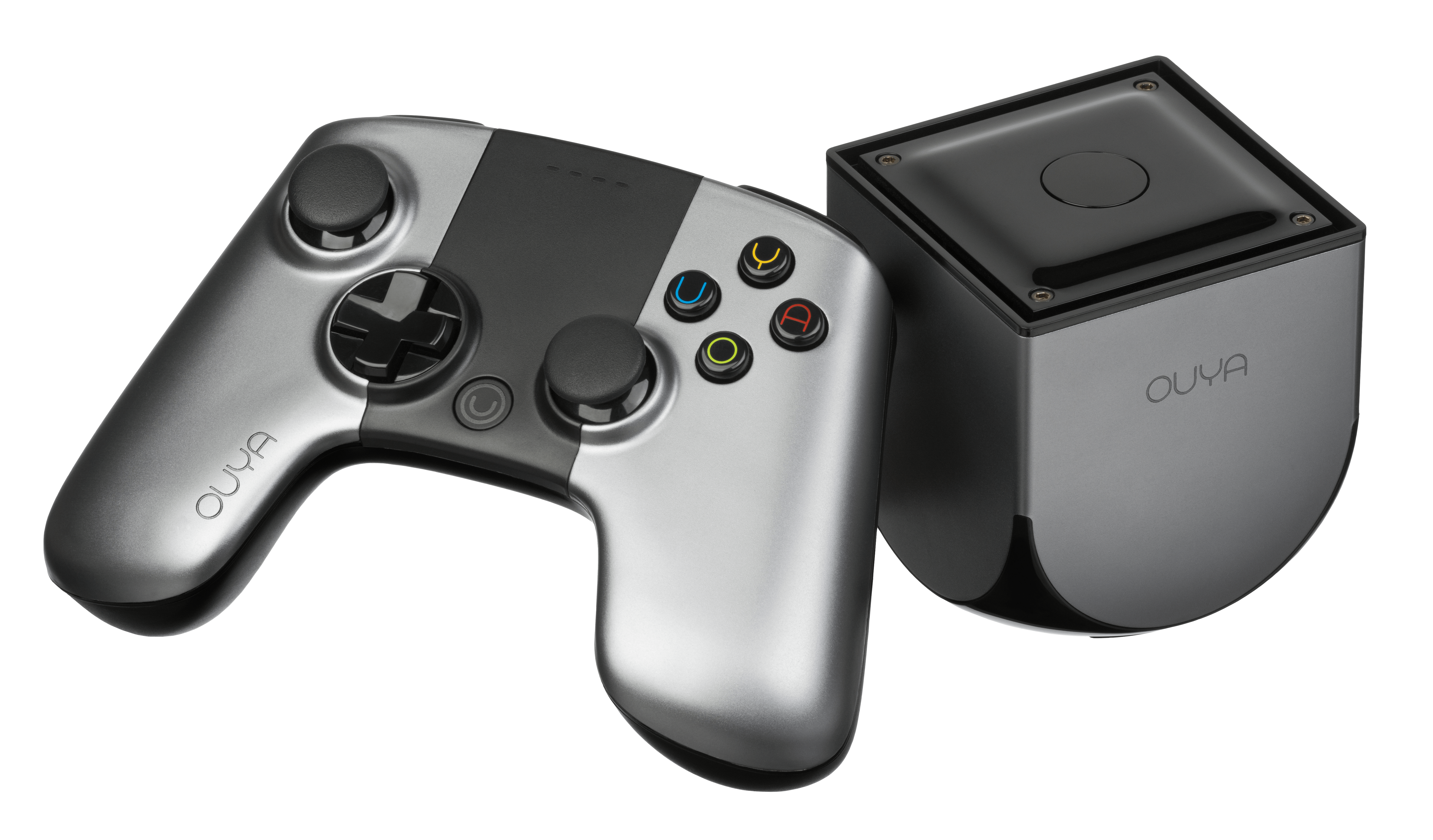
우야는 안드로이드에 기반한 값비싼 마이크로콘솔이다.

마이크로콘솔(microconsole)은 일반적으로 저가형 컴퓨팅 하드웨어로 구동되는 가정용 비디오 게임기로 시중의 다른 가정용 콘솔에 비해 가격이 저렴하다. 플레이스테이션 TV 및 온라이브 게임 시스템과 같은 몇 가지 예외를 제외하고 대부분의 마이크로콘솔은 게임 패드와 함께 번들로 제공되고 게임 장치로 판매되는 안드로이드 기반 디지털 미디어 플레이어이다. 이러한 마이크로콘솔은 TV에 연결되어 구글 플레이와 같은 애플리케이션 스토어에서 다운로드한 비디오 게임을 플레이할 수 있다.

## 같이 보기
- 모바일 게임
- 클라우드 게임
- 전용 콘솔